# Подорожник
Подоро́жник (лат. Plantágo) — род однолетних и многолетних трав, реже полукустарников семейства Подорожниковые (Plantaginaceae). Насчитывает более 250 видов, распространённых по всему земному шару; многие из них считаются сорняками.

## Ботаническое описание
Многолетние и однолетние травы, изредка кустарнички, а на Тихоокеанских островах встречаются как травяные деревья.
Обычно имеют короткое корневище, усаженное тонкими шнуровидными корнями.
Листья собраны в прикорневую розетку, черешковые.
Цветоносы прямостоячие, безлиственные. У некоторых видов цветочный стебель ветвистый, облиственный. Цветки мелкие, невзрачные, собраны в густой конечный колос или головку.
Плод — многосемянная коробочка. Опыление происходит с помощью ветра.

## Распространение и экология
Подорожники растут в умеренных и субтропических поясах Европы, Азии, Африки и Америки. В бывшем СССР — около 30 видов. Наиболее известны: Подорожник средний (Plantago media), Подорожник большой (Plantago major) и Подорожник ланцетолистный (Plantago lanceolata) — многолетние травы. В Закавказье и Средней Азии встречается Подорожник песчаный (Plantago arenaria) — ветвящееся травянистое растение до 40 см высотой.
Подорожники встречаются вдоль дорог (отсюда и название), на сорных местах, пустырях, в степях, на лугах, песках.
Вдоль дорог растение встречается благодаря тому, что проходящие разносят его семена на вещах и подошвах обуви. Будучи занесён подобным образом в Америку, он получил у индейцев прозвище «след белого человека».

## Лекарственное применение
Подорожник большой и подорожник блошиный — ценные лекарственные растения, введённые в культуру. Подорожники обладают кровоостанавливающим, противовоспалительным и ранозаживляющим действиями — известно, что листья этого растения (их необходимо предварительно разжевать или растолочь, чтобы пустили сок) прикладывают к ране для обеззараживания и скорейшего заживления. Лист подорожника может входить в состав некоторых сборов чая от кашля.
Семена подорожника яйцевидного (Plantago ovatum), произрастающего в Индии, Афганистане, Иране, в Средней Азии, в Закавказье, в Средиземноморском регионе и на Канарах используют для изготовления средства индийской медицины, известного под названием «исфагула».
Зубчатые листья Подорожника оленерогого (Plantago coronopus) в ряде европейских стран используют как овощное растение и, выращивая его на огородах, готовят из него витаминные салаты.

## Охранный статус
Несмотря на то, что подорожники — неприхотливые растения и зачастую являются сорняками, некоторые виды внесены в Красные книги: подорожник приморский (Plantago maritima) — в Красную книгу Липецкой области и Латвийской Республики, подорожник солончаковый (Plantago salsa) — в Красную книгу Ульяновской области, подорожник наибольший (Plantago maxima) — в Красную книгу Липецкой области, Республики Татарстан и Удмуртской Республики, подорожник Корнута (Plantago cornuti) — в Красную книгу Липецкой области и Республики Татарстан.

## Биологические особенности
Подорожники являются кормовыми растениями для многих видов бабочек, включая совок рода Agrochola, Caradrina, совок Conistra erythrocephala, Conistra rubiginosa, Diarsia dahlii, Eugnorisma glareosa, Euxoa ochrogaster, Orthodes crenulata, Perigrapha i-cinctum, Polymixis flavicincta, Protorthodes oviduca, Pseudorthodes vecors, Sideridis turbida, Spodoptera exigua, Syngrapha devergens, Syngrapha hochenwarthi, Xestia sexstrigata, медведиц рода Amata, Artimelia, Atlantarctia, Hyphoraia, Ocnogyna, медведицу бурую (Arctia caja), медведиц Borearctia menetriensi, Chelis simplonica, Coscinia bifasciata, Diacrisia sannio, Diaphora sordida, Dysauxes ancilla, Epatolmis caesarea, Epicallia villica, Eucharia festiva, Grammia quenseli, Parasemia plantaginis, Phragmatobia fuliginosa, Phragmatobia placida, Spilarctia glatignyi, Spilosoma urticae, металловидок Autographa mandarina и Autographa aemula, голубянок рода Candalides, волнянки Dicallomera fascelina, шашечниц рода Euphydryas, Melitaea, листовёрток Eupoecilia angustana, Falseuncaria degreyana, геликониды Euptoieta claudia, пяденицы Idaea muricata, нимфалид рода Junonia, Mellicta, жёлтого шелкопряда Lemonia philopalus, коконопряда Malacosoma franconicum, огнёвки Pyrausta despicatus.

## Классификация

### Таксономическое положение
- Plantago L., 1752, Sp. Pl. : 112

Род Подорожник включается в семейство Подорожниковые (Plantaginaceae) порядка Ясноткоцветные (Lamiales) клады Ламииды, последовательно входящей в более крупные клады Астериды → Суперастериды → Эвдикоты → Цветковые растения. Таксономическая схема в соответствии с Системой APG IV по состоянию на декабрь 2023 года:
|  |                          |  |                                   |                                   |                          |  | еще 23 семейства |               |                |                                                                  |
|  |                          |  |                                   |                                   |                          |  |                  |               |                | 248 подтвержденных видов и 67 видов в статусе "неподтвержденных" |
|  |                          |  |                                   | порядок Ясноткоцветные            |                          |  |                  |               | род Подорожник |                                                                  |
|  |                          |  |                                   | порядок Ясноткоцветные            |                          |  |                  |               | род Подорожник |                                                                  |
|  | клада Цветковые растения |  |                                   |                                   | семейство Подорожниковые |  |                  |               |                |                                                                  |
|  | клада Цветковые растения |  |                                   |                                   |                          |  |                  |               |                |                                                                  |
|  |                          |  | ещё 63 порядка цветковых растений | ещё 63 порядка цветковых растений |                          |  |                  | еще 105 родов | еще 105 родов  |                                                                  |
|  |                          |  |                                   | ещё 63 порядка цветковых растений |                          |  |                  |               | еще 105 родов  |                                                                  |

## Виды
Некоторые из них:
- Plantago asiatica L. — Подорожник азиатский
- Plantago atrata Hoppe — Подорожник чернеющий
- Plantago australis Lam. — Подорожник австралийский
- Plantago cordata Lam. — Подорожник сердцевидный
- Plantago cornuti Gouan — Подорожник Корнута
- Plantago coronopus L. — Подорожник оленерогий
- Plantago depressa Willd. — Подорожник прижатый
- Plantago erecta E.Morris — Подорожник прямой
- Plantago helleri Small — Подорожник Хеллера
- Plantago indica L. — Подорожник индийский
- Plantago krascheninnikovii Ye.V.Serg. — Подорожник Крашенинникова
- Plantago lagopus L. — Подорожник заячий, или Подорожник пушистый
- Plantago lanceolata L. — Подорожник ланцетный
- Plantago major L. typus[1] — Подорожник большой
- Plantago maritima L. — Подорожник морской, или Подорожник приморский
- Plantago maxima Juss. ex Jacq. — Подорожник наибольший
- Plantago media L. — Подорожник средний
- Plantago ovata Forssk. — Подорожник яйцевидный
- Plantago patagonica Jacq. — Подорожник патагонский
- Plantago serraria L.
- Plantago virginica L. — Подорожник виргинский

### Синонимы
- Arnoglossum Gray
- Asterogeum Gray
- Bougueria Decne.
- Coronopus Rchb.
- Lagopus (Gren. & Godr.) Fourr.
- Plantaginella Fourr.
- Psyllium Mill.